# لويس كانتلي
لويس كانتلي (بالإنجليزية: Lewis C. Cantley) (من مواليد 20 فبراير 1949) هو عالم أحياء وعالم كيمياء حيوي أمريكي حقق تطورات مهمة في فهم عملية التمثيل الغذائي للسرطان. من بين أبرز مساهماته اكتشاف ودراسة إنزيم PI-3-kinase، المعروف الآن أنه مهم لفهم مرض السرطان والسكري. وهو حاليًا أستاذ علم أحياء السرطان في مركز ساندرا وإدوارد ماير للسرطان في طب وايل كورنيل بمدينة نيويورك. كان سابقًا أستاذًا في أقسام علم أحياء الأنظمة والطب في كلية الطب بجامعة هارفارد. في عام 2016، تم انتخابه رئيسًا لمجلس إدارة صناديق الأمل لأبحاث السرطان.